# جورجي يوردانوف
جورجي يوردانوف (بالبلغارية: Георги Йорданов)‏(ولد في 21 يوليو 1963 في بلغاريا) هو لاعب خط وسط كرة قدم بلغاري سابق.
وخلال مشواره الرياضي، لعب يوردانوف لأندية في بلغاريا وإسبانيا، وعلى الأخص ليفسكي صوفيا البلغاري، ريال سبورتينغ خيخون وسي أي ماربيا، كما مثل المنتخب البلغاري في كأس العالم عام 1986.

## وصلات خارجية
- جورجي يوردانوف على موقع الاتحاد الدولي (مؤرشف)  (الإنجليزية)
- جورجي يوردانوف على موقع الاتحاد الأوربي (الإنجليزية)
- جورجي يوردانوف على موقع قاعدة بيانات كرة القدم.إي يو (الإنجليزية)
- جورجي يوردانوف على موقع ناشيونال فوتبول تيمز (الإنجليزية)
- Profile at LevskiSofia.info